# Donald Douglas
Donald Wills Douglas (ur. 6 kwietnia 1892, zm. 1 lutego 1981) – amerykański przedsiębiorca, założyciel wytwórni lotniczej Douglas Aircraft Company.